# Sajka (Mohačka mikroregija, Mađarska)
Sajka (mađ. Szajk, nje. Seike) je selo u južnoj Mađarskoj.
Zauzima površinu od 11,40 km četvornih.

## Zemljopisni položaj
Nalazi se na 45°59'26" sjeverne zemljopisne širine i 18°31'53" istočne zemljopisne dužine, zapadno od Mohača. Susjedna naselja su Babrac (2 km istočno), Boja (3,2 km južno) i Vršenda.

## Upravna organizacija
Upravno pripada Mohačkoj mikroregiji u Baranjskoj županiji. Poštanski broj je 7745.
U Sajki djeluje jedinica Hrvatske samouprave u Mađarskoj.

## Stanovništvo
Sajka ima 794 stanovnika (2002.). Među njima su i pripadnici hrvatske manjine, koji pripadaju skupini bošnjačkih Hrvata.

## Vanjske poveznice
- (mađ.) Szajk a Vendégvárón  Arhivirana inačica izvorne stranice od 15. svibnja 2005. (Wayback Machine)
- (engl.) Sajka na fallingrain.com